# Social bogmærkning
Social bogmærkning gør det muligt for internetbrugere at søge, gemme, organisere og dele bogmærker på internettet. 
Delicious (websted) er et eksempel på en service, der tilbyder social bogmærkning.
Social bookmarking – som det hedder på engelsk – går ind under kategorien social software.
Social bookmarking er en måde hvorpå man som internetbruger kan gemme, organisere og søge i bogmærker af netsider ved hjælp af metadata.
I et socialt bookmarking system gemmer brugere links til internetsider som de vil huske og/eller dele med andre.